# Распад Османског царства
Распад Османског царства (1908—1922) почео је са Другом уставном ером током Младотурске револуције. Враћен је османски Устав из 1876. године и уведен је вишепартијски политички систем са двостепеним изборним системом у османском парламенту. Устав је пружио наду грађанима да се ослободе империјализма и модернизују државне институције и реше спорове међу различитим сталежима становништва.
Османске војне реформе резултирале су ангажовањем Османске армије у Турско-италијанском рату (1911.–1912), Балканским ратовима (1912.–1913), и сталним немирима у царству изазваним Османским контрапучем 1909, који је претходио 31. мартовском инциденту (Рестаурација, 1909) и државном удару 1912. и државном удару 1913, до Првог светског рата. Учешће Османског царства у Први светски рат на Блискоисточном фронту завршено је поделом Османског царства према условима Севрског споразума. Овај споразум, како је креиран на конференцији у Лондону, одредио је номиналну државу која је названа Османски калифат (поређење са Ватиканом, свештеничко-монархијска држава којом влада католички папа), са намером да не представља нову претњу већ довољно моћну заштиту за Британију од Килафатског покрета.
Окупација Константинопоља заједно са окупацијом Смирне мобилисала је Турски национални покрет који је на крају победио у Турском рату за независност. Формално укидање Османског султаната извршено је 1. новембра 1922. године од стране Велике народне скупштине Турске. Султан је проглашен за persona non grata у земљама којим је Османска династија владала од 1299. године.

## Концепти

### Друштвени конфликти
Европом су почеле доминирати националне државе са порастом национализма у Европи. Османско царство је било верско царство. У 19. веку долази до пораста националистичких покрета у разним деловима Османског царства, што је резултирало оснивањем независне Грчке у 1821, Србије у 1835. и Бугарске у 1877.–1878. Многи локални муслимани у тим земљама су настрадали током сукоба и масакра, док су други побегли. За разлику од европских нација, Османско царство није покушало да интегрише освојене народе кроз културну асимилацију. Порта није имала званичну политику прекрштавања немуслимана на Балкану или Анатолији у ислам. Уместо тога, османска политика је била да влада кроз систем милета, конституишући конфесионалне заједнице за сваку религију..
Царство никада није интегрисало своја освајања економски и стога никада није успоставило обавезујућу везу са својим субјектима. Између 1828. и 1908. године, царство је покушало да ухвати корак са индустријализацијом и брзо растућим светским тржиштем реформисањем државе и друштва. Османизам, подстакнут од стране Младих Османлија инспирисаних Монтескјеом, Русоом и Француском револуцијом, промовисао је једнакост међу милетима и законску једнакост њихових субјеката. Предлагачи Османизма веровали су да ће бити прихваћен од стране свих националности и религија док се Османлије могу посветити решавању друштвених питања. Након Танзиматских реформи, уведене су велике промене у структури царства. Суштински систем милета није укинут, али су примењене секуларне организације и политике. Основно образовање и османску војну обавезу требало је применити и на немуслимане и муслимане.

### Економска питања
Капитулације су биле главна тема током периода. Веровало се да ће страна асистенција са капитулацијом помоћи царству. Османски званичници, који су представљали различите јурисдикције, тражили су мито у свакој прилици и присвајали приход од неморалног и дискриминаторног пореског система, који је уништио сваку индустрију која се мучила, и борили се против демонстрација за независност од стране многих субјективних народа царства.
Османски јавни дуг био је део великих шема политичке контроле, кроз којих су комерцијални интереси света стављани у првом плану а који можда нису били у интересу царства. Дугом је управљала Османска администрација за јавни дуг а њена моћ се проширила и на Османску централну банку. Укупни дуг Османског царства пред Први светски рат износио је 716 милиона долара. Француски удео износио је 60% укупног дуга. Немачки удео је износио 20%. Удео Уједињеног Краљевства износио је 15%. Османска администрација за јавни дуг контролисала је многе важне приходе царства. Савет је имао власт над финансијским пословима. Његова контрола се толико проширила да су одређивали чак и порез на стоку у окрузима.

## Друга уставна ера 1908–1920.

### 1908. Абдул Хамид
Султан Абдул Хамид II прогласио је уставну монархију у 1876. години која је позната под именом Прва уставна ера. Овај систем је укинут две године касније 1878.

#### Младотурска револуција
У јулу 1908, Младотурска револуција променила је политичку структуру царства. Младотурци су устали против апсолутне владавине Султана Абдула Хамида II који је прогласио Другу уставну еру. Султан Абдул Хамид II је капитулирао 24. јула 1908, а 26. јула извршена је рестаурација устава из 1876. године.
Револуција је створила вишепартијску демократију. Некада илегални, Младотурски покрет је основао своје странке. Међу њима су "Комитет уједињења и прогреса" (КУП), и "Партија слободе и слоге" такође позната као Либерална унија или Либерална антанта (ЛУ).
Било је и мањих партија као што су Османска социјалистичка партија, и етничке партије међу којима су биле Народна федеративна партија (Бугарска секција), Бугарски уставни клубови, Јеврејска социјалдемократска лабуристичка партија у Палестини, Ал Фатат, Османска партија за административну децентрализацију, и Јермени који су били организовани у оквиру Јерменакана и Јерменске револуционарне федерације (Дашнак).
На самом почетку, постојала је жеља да се очува јединство, а конкурентске странке су желеле да одрже заједничку земљу. Унутрашња македонска револуционарна организација сарађивала је са члановима "Комитета уједињења и прогреса", а Грци и Бугари су се придружили другој највећој странци "Либералној унији". Бугарски федералисти су пружили подршку револуцији, а касније су се придружили политичкој сцени као Народна федеративна партија. Бивши централисти УМРО-а формирали су Бугарске уставне клубове и, као и Народна федеративна партија, учествовали на општим изборима у Османском царству 1908. године.

#### Нови парламент
Османским општим изборима 1908. године претходиле су политичке кампање. У лето 1908. године, Комитет уједињења и прогреса је изнео низ политичких предлога. КУП је у свом изборном манифесту навео да настоји да модернизује државу реформом финансија и образовања, промовисањем јавних радова и пољопривреде, те принципима једнакости и правде. Што се тиче национализма (јерменски, курдски, турски ...), КУП је препознао Турке као "доминантну нацију" око које би царство требало да буде организовано, за разлику од положаја Немаца у Аустроугарској. Према Рејнолдсу, само мала мањина у царству заузимала се за Пантуркизам.
Општи избори у Турској, одржани су у октобру и новембру 1908. године. КУП је подржавао кандидате који су били против Либералне уније. ЛУ је постала главни противник КУП-а. Сабахедин-бег, који се вратио из свог дугог егзила, веровао је да је у нехомогеним покрајинама најбоља децентрализована влада. ЛУ је била слабо организована у покрајинама и није успела да убеди мањинске кандидате да учествују на изборима под њиховим окриљем, она такође није искористила сталну подршку старом режиму у мање развијеним подручјима.
Током септембра 1908. године отворена је важна железничка пруга Хејаз, чија је изградња почела 1900. године. Османска владавина је чврсто поново успостављена у Хејазу и Јемену са пругом од Дамаска до Медине. Историјски гледано, унутрашњост Арабије била је углавном контролисана тако што се једна племенска група хушкала против друге. Док се железничка пруга завршавала, супротстављени вехабистички исламски фундаменталисти поново су се афирмисали под политичким вођством Ибн Сауда.

Хришћанске заједнице на Балкану сматрале су да КУП више не заступа њихове тежње. Они су раније чули аргументе КУП-а, у оквиру Танзиматских реформи: 
Предводници реформе усвојили су појам османизам, али са имплицитним контрадикцијама у практичној реализацији те идеологије што је представљало КУП-у проблем. Октобра 1908. године нови режим је претрпео значајан ударац губитком Бугарске, Босне и Крита, над којим је царство и даље имало номинални суверенитет.
Систем је постао вишеструки, са старим и новим структурама које су постојале, све док КУП није преузео потпуну контролу над владом 1913. године и, под хаосом промена, власт је била спроведена без одговорности.

#### Анексије
Дејуре Бугарска декларација о независности објављена је 5. октобра 1908. године у старој престоници Трнову од стране принца Фердинанда I, који је себе прогласио за "цара".
Босанска криза избила је 6. октобра 1908. године када је Аустроугарска објавила анексију Босне и Херцеговине, територије под формалним суверенитетом Османског царства. Ова једнострана акција била је темпирана да се поклопи са проглашењем независности Бугарске (5. октобар) од Османског царства. Османско царство се противило Бугарској декларацији о независности са више енергије него анексији Босне и Херцеговине, у којој није имало практичне управљачке перспективе. Дошло је до бојкота аустроугарских производа и продавница, што је нанело Аустроугарској губитак од 100.000.000 круна. Аустроугарска је прихватила да Османлијама исплати 2,2 милиона лира за јавну земљу у Босни и Херцеговини. Независност Бугарске није могла бити спречена.
Непосредно након револуције 1908. године критски посланици су прогласили сједињавање са Грчком, искористивши револуцију као и Заимисово одсуство са острва. Година 1908. завршена је питањем које још није решено између царства и Крићана. Године 1909, након што је парламент изабрао своју владајућу структуру (први кабинет), већина КУП-а је одлучила да се, ако се одржи ред и поштују права муслимана, то питање реши преговорима.

#### КУП-ова влада
Султан је отворио Сенат Османског царства 17. децембра 1908. У новој години су проглашени резултати избора из 1908. Посланички дом се окупио 30. јануара 1909. године. КУП-у је требала стратегија како би остварио своје османске идеале. Задатак заустављања колапса царства постао је главни циљ КУП-а. Међутим, нови систем је можда био успостављен прекасно да би имао било какав утицај. Царство је већ било у сталном конфликту а само четири године је остало пре него што је почео Велики рат.
Године 1909. закони о јавном реду и полиција нису могли да одрже ред, демонстранти су били спремни да ризикују казне како би изразили своје жалбе. Током три месеца након инаугурације новог режима било је више од 100 штрајкова, у којима су учествовале три четвртине радне снаге царства, углавном у Цариграду и Солуну. Током претходних штрајкова (Анатолијске пореске побуне 1905-1907) султан је остао изнад критика а бирократи и администратори су сматрани корумпираним, овај пут је КУП преузео кривицу. У парламенту је ЛУ оптужио КУП за ауторитарност. Хамидов велики везир Саид и Камил-паша и његов министар спољних послова Тевфик-паша добили су већа овлашћења. Они су сада били независни од султана и предузимали су мере да ојачају Порту против задирања Палате и КУП-а. Саид и Камил су ипак били припадници старог режима.
Након девет месеци у новој влади, незадовољство је избило у фундаменталистичком покрету који је покушао да укине Устав и замени га монархијом. Османски против државни удар 1909. године узео је замах када је султан обећао да ће обновити калифат, укине секуларну политику, и обнови шеријат, како су захтевали побуњеници. КУП је такође укинуо и време за верске обреде. На несрећу за заговорнике репрезентативне парламентарне владе, 13. априла 1909. године избиле су побуњеничке демонстрације официрских пукова, што је довело до колапса владе. Дана 27. априла 1909. године против државни удар покренуле су 11. солунска резервна пешадијска дивизија 3. армије. Неки од лидера бугарског федералистичког покрета, попут Санданског и Чернопејева, учествовали су у маршу на престоницу како би спречили "покушај укидања устава". Абдул Хамид II био је свргнут са трона, а Мехмед V је проглашен за новог султана.
Албанци из Тиране и Елбасана, у којима се ширио Албански национални препород, били су међу првим групама које су се придружиле уставном поретку. Надајући се да ће им народ стећи аутономију унутар царства. Међутим, због померања националних граница на Балкану, Албанци су били маргинализовани као народ без народности. Најзначајнији фактор који уједињује Албанце, њихов говорни језик, није имао стандардну књижевну форму, па чак ни стандардну абецеду. Под новим режимом османске забране школа на албанском језику и писање албанског језика су укинуте. Нови режим је такође апеловао на исламску солидарност да сломи албанско јединство и искористи муслиманско свештенство да покуша да намете арапску абецеду. Албанци су одбили да се подвргну кампањи да их "османизују" силом. Као последица тога, састанак албанских интелектуалаца, Манастирски конгрес, одржан је 22. новембра 1908. године, на њему је латиница проглашена стандардним писмом.

### 1909.–1918. Мехмед V
Након инцидената 31. марта 1909, султан Абдул Хамид II био је свргнут са трона.

#### Уставна ревизија
Нови султан Мехмед V је 5. августа 1909. године одобрио ревидирани устав. Овим ревидираним уставом, као и оним претходним, била је проглашена једнакост свих субјеката у погледу пореза, војне службе (први пут је дозвољено хришћанима да служе војску), и политичких права. Нови устав је сматран великим кораком за успостављање заједничког права за све субјекте. Положај султана био је у великој мери сведен на личност, док је још увек задржао нека уставна овлашћења, као што је могућност објаве рата. Нови устав, који је имао циљ да повећа јавни суверенитет, није се односио на одређене јавне службе, као што су Османски јавни дуг, Османска банка или Администрација османског јавног дуга због њиховог међународног карактера. Исто је важило и за већину компанија које су формиране за обављање јавних радова као што су Багдадска железница, трговина дуваном и цигаретама двеју француских компанија "Режи компани" и "Наргил тобако".

#### Рат са Италијом, 1911.
Италија је објавила рат Османском царству, Турско-италијански рат, 29. септембра 1911. године, захтевајући контролу над Триполијем и Киренајком. Реакција царства је била слаба, тако да су италијанске снаге заузеле те области 5. новембра 1911. (овај чин је потврђен актом Италијанског парламента 25. фебруара 1912. године). Иако малих размера, рат је био важан претходник Првог светског рата јер је покренуо националистичке покрете у балканским државама.
Османлије су изгубиле своју последњу афричку територију. Италијани су такође послали оружје у Црну Гору, охрабрили албанске дисиденте, заузели Родос и друга острва. Видевши како су Италијани лако победили неорганизоване Османлије, чланице Балканског савеза напале су царство пре него што је рат са Италијанима био завршен.
Италија и Османско царство су 18. октобра 1912. године потписале Лозански мир.

#### Избори, 1912.
Либерална унија је држала власт када је почео Први балкански рат. Комитет уједињења и прогреса је победио на општим изборима 1912. године. На овим изборима КУП је показао да се развио у праву политичку странку. Децентрализација (коју је заступала Либерална унија) била је одбијена и сви напори су били усмерени ка рационализацији власти, рационализацији администрације и јачању војних снага. КУП, који је добио јавни мандат од бирача, није правио компромисе са мањинским странкама као што су то чинили њихови претходници (то јест султан Абдул Хамид). Прве три године односа између новог режима и великих сила биле су деморализирајуће и фрустрирајуће. Силе су одбиле да направе било какве уступке око капитулације и организовале су своју контролу над унутрашњим пословима Царства.
Када су операције у Италијанском рату и операције против побуњеника у Албанији и Јемену почеле пропадати, један број високих војних официра, који нису били задовољни контрапродуктивним политичким ангажманом у тим ратовима, формирали су политички одбор у престоници. Називајући себе Групом слободних официра или Официри спасиоци, њени чланови су били посвећени смањењу аутократске контроле коју је КУП имао над војним операцијама. Подржани од стране Либералне уније у парламенту, ови официри су претили насилном акцијом, осим ако њихови захтеви не буду испуњени. Саид-паша је поднео оставку на месту великог везира 17. јула 1912. године, а влада је пала. Нову владу, такозвана "Велика влада", формирао је Ахмет Мухтар-паша. Чланови владе били су престижни државници, технократска влада, и лако су добили глас поверења. Овим је КУП искључен из владе.
Османска авијацијска ескадрила основана је углавном под француским вођством 1912. године. Ескадриле су основане у кратком временском периоду када су Луј Блериот и белгијски пилот Барон Пјер д Катер извели прву демонстрацију лета у царству 2. децембра 1909. године.

#### Балкански ратови, 1912.–1913.
Три нове балканске државе формиране крајем 19. века и Црна Гора, тражили су додатне територије у регионима Албаније, Македоније и Тракије, за које су имале националистичке аргументе. Непотпуно ослобађање територија ових држава на маргинама царства током 19. века представљало је главни разлог почетка Балканских ратова. Колективна нота о захтевима предата је Османском царству 10. октобра 1912. године. КУП је одговорио на захтеве о реформама у Македонији 14. октобра. Пре него што су биле предузете даље акције, избио је рат.
Између балканских држава склопљен је низ споразума: између Србије и Бугарске у марту 1912, између Грчке и Бугарске у мају 1912, а Црна Гора је касније склопила споразуме са Србијом и Бугарском у октобру 1912. Српско-бугарски споразум посебно је захтевао поделу Македоније што је остварено у Првом балканском рату. У Албанији је избио националистички устанак 8. октобра. Балкански савез који су чиниле Србија, Црна Гора, Бугарска и Грчка организовао је заједнички напад на Османско царство чиме је почео Први балкански рат. Снажни марш бугарских снага у Тракији потиснуо је османске војске на капије Истанбула. Други балкански рат је уследио убрзо након првог. Албанија је прогласила независност 28. новембра.
Османско царство је пристало на прекид ватре 2. децембра, а територијални губици су финализирани 1913. године споразумима у Лондону и Букурешту. Албанија је постала независна, а Османско царство је изгубило скоро сву своју европску територију (Косово, Новопазарски санџак, Македонију и западну Тракију) коју су поделиле четири савезнице. Овим споразумима Османско царство је изгубило 83% њихове европске територије и готово 70% њихове европске популације.

##### Међусобни сукоби, 1911.–1913.
У двогодишњем периоду између септембра 1911. и септембра 1913. етничким чишћењем је протерано на стотине хиљада муслиманских избеглица, или  мухацира , које су избегле у Османском царству, додајући још један економски терет. Током ратова, несташица хране и стотине хиљада избеглица представљали су велики проблем за царство. После рата дошло је до насилног прогона муслиманских сељака из источне Тракије.

#### Цесија Кувајта и Албаније, 1913.
Англо-османска конвенција из 1913. године била је краткотрајни споразум потписан у јулу 1913. између османског султана Мехмеда V и Британаца око неколико питања. Међутим једини трајни резултат био је статус Кувајта, јер је добио формалну независност.
Албанија је била под османском влашћу од 1478. године. Када су Србија, Црна Гора и Грчка поднеле захтев за албанске земље током балканских ратова, Албанци су прогласили независност. Европске велике силе су подржале независну Албанију 1913. године, након Другог балканског рата више од половине албанског становништва и њихових земаља налазило се изван тадашњих албанских граница, на територијама које су заузели Црногорци, Срби и Грци. Њима је помогао Обри Херберт, британски НП који се страсно залагао за албанску независност у Лондону. Као резултат тога, Херберту је понуђена круна Албаније, али га је британски премијер Херберт Хенри Асквит одвратио од прихватања. Затим је круна понуђена немачком принцу Вилхелму од Вида, који је прихватио и постао суверени владар нове Кнежевине Албаније. Албански суседи су још увек полагали права на ову нову и углавном исламску државу. Међутим млада држава је пропала за неколико седмица након избијања Првог светског рата.

#### КУП преузима контролу
Почетком 1913. године, Османска модерна војска није успела адекватно да одговори на побуне на периферији царства, Либија је изгубљена у сукобу са Италијом, а Балкански рат је избио у јесен 1912. године. Неуспеси у Балканском рату ишли су у прилог КУП-у Кумулативни порази 1912. године омогућили су КУП-у да преузме контролу над владом.
Либерална унија представила је мировни предлог османској влади као колективни демарш, који је скоро одмах прихваћен и од стране османског кабинета и од стране огромне већине парламента 22. јануара 1913. године. Османски државни удар 23. јануара 1913. године, организовали су бројни чланови КУП-а предвођени Енвер-пашом и Талат-пашом, у којем су изненадним нападом упали у зграду Османске владе, Високу порту (тур. Bâb-ı Âlî). Током преврата, министар морнарице Назим-паша је убијен а велики везир Камил-паша био је присиљен да поднесе оставку. КУП је успоставио чврсту контролу над ослабљеном османском државом. Махмуд Шевкет-паша је убијен само 5 месеци после државног удара у јуну 1913. Присталице Либералне уније су биле укључене у атентат, након чега је уследило њихово протеривање. Кемал-паша био је задужен за извршење освете. Погубљење бивших званичника било је укинуто од периода Танзимата (1840-е), казна је била изгнанство. Јавни живот није био много бруталнији након 75 година од Танзимата. Министар спољних послова увек је био из унутрашњег круга КУП-а, осим привремено именованог Мухтар-паше. Саид Халим-паша који је био министар спољних послова, постао је велики везир у јуну 1913. године и остао на дужност до октобра 1915. године. У министарству га је наследио Халил.
У мају 1913. године немачка војна мисија послала је фон Сандерса да помогне у обуци и реорганизацији османске војске. Ото Лиман фон Сандерс био је задужен за реорганизацију Прве армије, његов модел се примењивао и у другим јединицама, као саветник преузео је команду над овом армијом у новембру 1914. године и почео је да ради на свом оперативном подручју које је било у пределу мореуза. То је било недопустиво за Санкт Петербург. Руска Империја развила је план за инвазију и окупацију црноморске луке Трабзон или града Бајазида у источној Анатолији. Да би решили проблем Немачка је разрешила фон Сандерса до те мере да је једва могао контролисати војни корпус. Ако не би нашла решење за поморску окупацију Истанбула, следећа руска идеја била је искоришћавање руске Кавкаске армије.

#### Избори, 1914.
Царство је изгубило територије на Балкану, где су многи њени хришћански гласачи били утемељени пре избора 1914. године. КУП је уложио напоре да освоји подршку у арапским провинцијама тако што су развијали помирљиве гестове према арапским лидерима. Ослабила је арапска подршка Либералној унији што је омогућило КУП-у да распише изборе са унионистима који су гласали за њих. Након избора 1914, демократска структура је била боље заступљена у парламенту. Парламент који је изабран на изборима 1914. одражавао је бољи етнички састав османске популације. Било је више арапских посланика, који су били недовољно заступљени у претходним парламентима. КУП је имао већинску владу. Османска Империјална влада основана је у јануару 1914. године. Енвер је постао паша и именован је за војног министра, Ахмет Кемал који је био војни гувернер у Истанбулу именован је за министра морнарице, а један поштански службеник Талат постаје министар унутрашњих послова. Ове три паше су дефакто држале контролу над целим царством кроз војни режим и готово личну диктатуру Енвер-паше током Првог светског рата. Све до османских општих избора 1919, било који други улаз у политички процес био је ограничен са почетком Првог светског рата.

#### Локално-регионална политика

##### Арапска политика
Устанак у Џабал ал Дурузу био је насилни устанак Друза у османској провинцији Сирији, који је почео 1909. године. Побуну је предводила породица Ал-Атраш, у циљу добијања независности. Пословни сукоб између друзијског шефа ел Атраша у селу Баср ал-Харир ескалирао је у оружани сукоб између Друза и локалних османских сељака. Спровођење финансијских промена током Друге уставне ере у подручјима која су већ пролазила кроз економских промена узрокованим изградњом нових пруга, изазвало је велике побуне посебно међу Друзима и Хауранима. Сами-паша стигао је у Дамаск у августу 1910. године, предводећи османске експедиционе снаге од око 35 батаљона. Устанак је угушен.
У 1911. години муслимански интелектуалци и политичари формирали су у Паризу "Арапско друштво младих", мали арапски националистички клуб. Његов циљ је био "подизање нивоа арапске нације на ниво модерних нација". У првих неколико година свог постојања, ал-Фатат се залагао за већу аутономију унутар јединствене османске државе, а не за арапску независност од царства. Ал-Фатат је био домаћин Арапског конгреса 1913. године у Паризу, чија је сврха била да разговара о жељеним реформама с другим појединцима из арапског света. Они су такође тражили да се од арапских регрута у османску војсци не тражи да служе у неарапским регионима, осим у време рата. Међутим, како су османске власти разбијале активности и чланове организације, ал-Фатат је отишао у илегалу и затражио потпуну независност и јединство арапских провинција.
Националистички покрети постају истакнути током овог османског периода, али мора се споменути да је то било између арапским племићима и обичним Арапима који су себе сматрали оданим присталицама калифа. Британци су подстакли шерифа Меке да покрене Арапску побуну против османског калифата током Првог светског рата.

##### Јерменска политика
Јерменска револуционарна федерација (ЈРФ) или Дашнак у 1908. години је заузела јавни положај прихватања и помирења у Империјалистичкој влади Османског царства и напустила идеју независне Јерменије. Степан Зорјан и Симон Заварјан водили су политичку кампању изборе 1908. године. Чланови ЈРФ су отпремљени у провинцијама са значајним јерменским становништвом, на пример Драстамат Канајан који је отишао у Дијарбакиру као политички организатор. Одбор за унију и напредак је добио само 10 јерменских преставника у 288 посланичких мандата на општим изборима у царству. Других 4 Јермена били су представници партија без етничке припадности. ЈРФ је био свестан да су се провукли на изборима и да су његов политички правац и одбрамбени механизам остали нетакнути и наставили су да шверцују оружје и муницију.
Док су се у Истанбулу бавили последицама османског против државног удара, 13. априла 1909. године догодио се масакр у Адани који је нарушио односе између ЈРФ-а и Одбора за унију и напредак. Након избијања инцидента дошло је до сузбијања побуне. Османске власти у Адани позвали су војску која је немилосрдно протерала сукобљене стране, док је истовремено масакрирала на хиљаде невиних цивила. У јулу 1909. године, Влада Одбора за унију и напредак организовала је суђења разним локалним властима и војним званичницима због "учешћа у јерменским масакрима".
Османски парламент је распуштен 15. јануара 1912. године и политичке кампање су одмах почеле. Андраник Озанијан учествовао је у Балканским ратовима 1912.–1913. заједно са генералом Гарегином Нждеом као командантом јерменских помоћних трупа. Андраник је упознао револуционара Бориса Сарафова и обавезали су се да раде заједно у корист потлачаних народа Јерменије и Македоније. Андраник је учествовао у Првом балканском рату саједно са Гарегином Нждеом као командантом 12. батаљона Киркларелијске 3. бригаде Македонско-једренске народне војске под командом пуковника Александра Протогерова. Његов одред се састојао од 273 јерменских добровољаца. Јерменска револуционарна федерација је 5. маја 1912. године званично прекинула односе са османском владом, јавна изјава Западног бироа која је штампана у званичном саопштењу упућена је "Османским грађанима". Јунско издање Дрошака објавило је саопштење у уводном делу. Убрзо након што је почео рат, појавиле су се гласине да су се Јермени који се боре заједно са Бугарима у близини Кавале масакрирали муслимане. Велики број Јермена су служили у јединицама Османског царства током балканских ратова. ЈРФ је брзо оповргнуо да су 273 јерменска добровољца из македонско-једренске народне војске убијали муслимане истичући да на листи оптужених није било јерменских имена и да су објавили телеграме и сведочења Јермена у османским јединицама.
У октобру 1912. године Геворк V од Јерменије почео је преговоре са генералом Иларионом Дашковим о јерменским реформама унутар Руске империје. У децембру 1912. године, Геворк V је основао Јерменску националну делегацију на чије чело је постављен Богос Нубар. Делегација је успостављена у Паризу. Други члан именован у делегацији био је Џејмс Малколм који је боравио у Лондону и био је задужен за односе са Британцима. Почетком 1913. године, јерменска дипломатија коју је развијао Богос Нубар била је одговорна за спољне преговоре са европским владама, док је Политички савет "подржан од стране Константинопољске и Тбилиске комисије" био задужен за преговоре о унутрашњим реформама са Османском и Руском владом. Јерменски пакет реформи успостављен је у фебруару 1914. године на основу договора који су номинално потписани у Берлинском споразуму и Санстефанском споразуму.
Током пролећа 1913. провинције су се суочавале са све лошијим односима између Курда и Јермена, што је створило хитну потребу да ЈРФ организује своје снаге за самоодбрану. Социјалдемократска Хунчакијска странка (коју су следиле друге османске политичке странке) је 1913. променила своју политику и престала је сарађивати са Одбором за унију и прогрес, излазећи из концепта османизма и развијајући властиту врсту национализма.
План је позивао на уједињење Шест јерменских вилајета и на именовање хришћанског гувернера и верски уравнотеженог савета над уједињеним провинцијама, оснивање друге жандармерије поред османске, којом ће командовати европски официри, легализација јерменског језика и школа, и успостављање посебне комисије за испитивање конфискације земљишта напуштеног од стране муслиманских избеглица. Најважнија клаузула била је обавеза европских сила да спроведу реформе, пре свега регионалних влада.
Од краја јула до 2. августа 1914. године одржан је Јерменски конгрес у Ерзуруму. То је био састанак између Одбора за унију и напредак и Јерменске револуционарне федерације. Састанку су присуствовали и представници других кавкаских народа. Одбор за унију и прогрес је је тражио да се подстакне побуна Јермена у Русији против царског режима у Руској Јерменији, како би се олакшало освајање Закавказја у случају покретања Кавкаске кампање. Отприлике у исто време, одржан је репрезентативни састанак руских Јермена у Тифлису, престоници тадашње Руске Јерменије. Цар је затражио Лојалност Јермена и подршку Русији у сукобу. Предлог је усвојен и скоро 20.000 Јермена су се одазвали позиву да формирају Јерменске добровољачке јединице унутар руске Кавкаске војске, од којих је само 7.000 добило оружје. Прво ангажовање у Кавкаској кампањи (Берхманова офанзива) почело је 2. новембра 1914, а 16. децембра 1914. године Османско царство је званично одбацило Јерменски пакет реформи.
ЈРФ је био веома ефикасан у овом периоду, али Социјалдемократска Хунчакијска странка је имала проблема. Османска обавјештајна служба имала је агента који је радио под Хунчакијском странком још од 1913. године. Царска влада је знала о наводном покушају плана атентата против министра унутрашњих послова Талата-паше. Османска влада је заробила главне Хунчакијске оперативце у једној акцији у јулу 1914. користећи свеобухватан приказ одлука које је усвојио Хунчакијски конгрес (1913) са листом учесника. Суђења су трајала годину дана а 20 учесника је осуђено на смрт вешањем 15. јуна 1915.

##### Курдска политика
Први Курди који су почели да оспоравају власт Османског царства чинили су то као субјекти царства, и нису се залагали за независност. Радили су заједно са другим субјектима царства који су били против политике султана Абдула Хамида II и 1889. године су формирали Одбор за унију и прогрес. Абдул Хамид је одговорио репресивном политиком, али и интеграцијом, укључујући истакнуте курдске противнике у османску структуру власти са престижним позицијама у његовој влади. Ова стратегија је била успешна што је показала лојалност курдске Хамидијанске лаке коњице.
У 1908, након збацивања султана са власти, Хамидијанска коњица је била укинута, али како је била "племенска војска" пре званичног признања од стране султана Абдула Хамида II у 1892. години, она је остала "племенска војска" након укидања. Хамидијанска коњица је сматрана војним разочарењем и неуспехом због доприноса племенским сукобима.
Шејх Абд ал Кадир се 1910. године обратио Одбору за унију и прогрес за аутономну курдску државу на истоку. Исте године, Саид Нурси је путовао кроз регију Диарбакир и позвао Курде да се уједине и забораве своје разлике, док и даље пажљиво тврде да су лојални Одбору за унију и прогрес. Остали курдски шејхови почели су да се опредељују за регионалну аутономију. За то време, Бадр-канови су били у контакту са незадовољним шејховима и поглавицама на крајњем истоку Анатолије, све до иранске границе, али они су више желели сецесију и независност од царства. Шејх Абд ал Разак Бадр-кан је коначно формирао савез са шејхом Тахом и шејхом Барзанијем, такође моћним породицама.
Године 1914, због ове могуће курдске претње као и њиховог савеза са Русијом, османске трупе су мобилисане против овог савеза. Две кратке и мање побуне у Барзану и Битлису, су брзо угушене.
Генерал Мухамед Шариф-паша је 1914. године понудио своје услуге Британцима у Месопотамији. На другој страни, чланови породице Бадр-кан одржали су блиске односе са руским званичницима и разговарали о својим намерама да формирају независни Курдистан.

##### Политика у Јемену
Јеменски вилајет је био највиша административна јединица у Османском царству. Крајем 19. века, Зејдисти су се побунили против Османског царства, а имам Мухамед ибн Јаија је поставио темеље наследне династије. Након његове смрти 1904. године, његов наследник имам Јаија ибн Мухамед предводио је побуну против Османског царства 1904.–1905, и присилио их да дају важне уступке Зејдистима. Османлије су пристале да повуку грађански закон и обнове шеријат у Јемену. Идришки вође у Асиру су 1906. године подигли буну против Османлија. До 1910. су контролисали већину Асира, али су на крају поражени од Османске модерне армије. Ахмед Изет-паша закључио је уговор са имамом Јаијом у октобру 1911. године, којим је био признат као привремени и духовни вођа Зејдија, добио је право да именује службенике и прикупља порезе од њих. Османлије су одржавале свој систем власти у већински сунитском делу Јемена.
У марту 1914, британско-турски споразум одредио је границу између Јемена и Аденског протектората (Јужни Јемен). Ово је била позадина касније поделе на две јеменске државе (до 1990. године).

#### Спољна политика
Међудржавни систем почетком 20. века био је мултиполарни. Мултиполарност је традиционално омогућавала Османлијама да хучкају једну власт против друге, што су чинили повремено са савршеном вештином. У почетку – Одбор за унију и прогрес и Либерална унија – биле су окренуте Британији. Немачка је подржала режим Абдула Хамида II и стекла снажно упориште. Подстичући Британију да се такмичи против Немачке и Француске, царство се надало да ће разбити Француску и Немачку подршку и стећи већу аутономију за Порту. Непријатељство према Немачкој се повећало када је њена савезница Аустроугарска анексирала Босну и Херцеговину. Проуниониста Танин је отишао толико далеко да је сугерисао да је мотив Беча у спровођењу овог чина био да зада ударац уставном режиму и помогне реакцију како би се остварио његов пад. Двојица истакнутих униониста, Ахмед Риза-паша и др Назим-паша, послати су у Лондон да разговарају о могућностима сарадње са сер Едвардом Грејом и сер Чарлсом Хардингом.
Наша навика је била да држимо руке слободне, иако смо стварали антанте и пријатељства. Истина је да смо имали савез са Јапаном, али то је било ограничено на нека удаљена питања на далеком истоку. 
 Османској делегацији смо навели пример реформи у Јапану (указујући на период Меиџи обнове који је трајао од 1868. до 1912), а такође имамо и Кипарску конвенцију која је још увек на снази.
 Рекао сам да они имају нашу пуну подршку за добар посао који раде у царству, желимо им добро, и помогли би им у њиховим унутрашњим пословима позајмљујући им људе да организују царину, полицију и тако даље, ако они то пожеле.— Едвард Греј
Наследник Тефика на месту министра спољних послова, Мехмед Рифат-паша, био је дипломата из трговачке породице. Одбор за унију и прогрес који је био претежно цивилни, противио се упаду војске у владу.
Одбор за унију и прогрес је у јануару 1913. године преузео власт од Либералне уније, и био је више него икада уверен да само савез са Британијом и Антантом може гарантовати опстанак онога што је остало од царства. У јуну је, стога, предмет британско-турског савеза поново отворио Тевфик-паша, који је једноставно поновио свој предлог из октобра 1911. Поново је одбијен предлог.

Сер Луис Малет, који је постао британски амбасадор у Порти 1914. године, приметио је следеће 
Начин да Турска осигура своју независност је савез са нама или са Троструком Антантом. Мање ризични метод (он је мислио) био би споразум или декларација која би обавезала све силе да поштују независност и интегритет садашње турске власти, што би могло да доведе и до неутрализације и учешћа свих великих сила у финансијској контроли и примени реформа.— Сер Луис ду Пан Малет
 Одбор за унију и прогрес није желео да прихвати такав предлог. Осећали су се изданим од европске предрасуде током балканских ратова, и зато нису веровали у декларације Великих сила о независности и интегритету Османског царства, престанак европске финансијске контроле и административног надзора био је један од главних циљева политике Одбора за унију и прогрес. Сер Луис Малет, амбасадор, изгледао је потпуно несвестан тога. Одговор није био заснован на незнању. Иако је између империјалних сила у последњих стотину година долазило до релативно малог броја великих сукоба, између њих је владало темељно ривалство, иначе познато као "Велика игра", које је довело до погоршања ситуације до те мере да је затражена резолуција. Англо-руски савез из 1907. године односио се на учвршћивање граница између руске и британске зоне у Персији, Авганистану. У суштини, савез је представљао пажљиво прорачунат потез на сваком потенцијалном делу територија на којим су они одлучили да примене снажан савез над потенцијалном искључивом контролом над различитим деловима централне Азије. Османско царство лежало је на раскрсници њихових интересних путева ка централној Азији. Англо-руски савез је претходио стварању "Тројне антанте", која је представљала основу савеза земаља које су се противиле Централним силама. Учешће Османског царства у Првом светском рату било је одређено тим споразумом, који је био део Велике игре.
Један од начина да се оспори и поткопа положај војске био је напад на Немачку у јавној штампи и подршка пријатељству са немачким супарником, Великом Британијом. Али ни Британија ни Француска нису одговориле на понуду савеза Одбора за унију и прогрес. У ствари, Француска је замерила портиној жељи да стекне финансијску аутономију.
Почетком 1914. године османска влада се бавила трима главним циљевима. Први је побољшање односа са Бугарском, други је био да се подстакне подршка Немаца, а трећи је био да се договоре преговори са Европом о реформама у Јерменији.
Што се тиче првог циља, Османско царство и Бугарска су показале симпатије једна према другој јер су претрпеле територијалне губитке у балканским ратовима (1912–1913). Имали су и лоше односе са Грчком. Било је природно и корисно за њих да раде на развоју политика које су им омогућиле да стекну боље позиције у региону.
Што се тиче другог циља, на почетку 1914. године биле су активне три војне мисије. То су биле британска морнаричка мисија коју је предводио адмирал Лимпус, француска жандарска мисија коју је предводио генерал Мујен, и немачка војна мисија коју је предводио Колмар фон дер Голц. Немачка војна мисија постаје најважнија међу ове три. Историја немачко-османских војних односа почиње од 1880-их. Велики везир Саид Халим-паша (12. јун 1913. – 4. фебруар 1917) и османски министар рата Ахмед Изет-паша (11. јун 1913. – 3. јануар 1914) били су укључени у развијању тих односа. Цар Вилхелм II наредио је генералу Голцу да организује прву немачку мисију. Генерал Голц је одслужио два рока током периода од две године. Почетком 1914, османски министар рата био је бивши војни аташе у Берлину, Енвер-паша. Отприлике у исто време, генерал Ото Лиман фон Сандерс, именован је за команданта немачке 1. армије која је била највећа на европској страни. Генерал Лиман фон Сандерс и Енвер-паша практично су делили положај главног заповедника.
Што се тиче трећег циља, јерменски пакет реформи је договорен са Руском Империјом. Русија, која је деловала у име великих сила, одиграла је кључну улогу у спровођењу реформи за јерменске грађане у Османском царству. Јерменски пакет реформи, који је утврђен фебруара 1914. године заснивао се на аранжманима који су номинално потписани у Берлинском споразуму и Санстефанском споразуму. Према том споразуму, генералне инспекторе, чија су овлашћења и дужности представљали кључно питање, требало би именовати на период од десет година, а њихово ангажовање није требало да буде опозиво у том периоду.

#### Први светски рат
Историја Османског царства у Првом светском рату почиње османским нападом на руску обалу Црног мора 29. октобра 1914. године. Напад је навео Русију и њене савезнике, Британију и Француску, да објаве рат Османском царству у новембру 1914. године. Османско царство било је активно на балканској и блискоисточној позорници – ова друга је имала пет главних кампања: Синајска и палестинска кампања, Месопотамска кампања, Кавкаска кампања, Персијска кампања и Галипољска кампања. Било је и неколико мањих кампања: Северноафричка кампања, Арапска кампања Јужноарапска кампања. Било је неколико важних османских победа на почетку рата, као што су Галипољска битка и опсада Кута. Примирје са Мудроса потписано је 31. октобра 1918. године, чиме је завршено учешће Османског царства у Првом светском рату.

### 1918.–1922. Мехмед VI
Непосредно пред крај Првог светског рата султан Мехмед V је умро а Мехмед VI постаје нови султан.
Окупација Константинопоља се одвијала у складу са примирјем са Мудроса, чиме је окончано османско учешће у Првом светском рату. Окупација је имала две фазе: почетна окупација се одвијала од 13. новембра 1918. до 16. марта 1920. године, а друга фаза од 16. марта 1920. – Севрски споразум. Константинопољ је 1918. године је први пут променио турску власт од њиховог освајања византијске престонице 1453. године. Савезничка војна управа основана је децембра 1918. године. Аја Софија је поново претворена у катедралу од стране Савезничке администрације, и привремено је враћена грчком православном Екуменском патријарху.
Чланови Одбора за унију и прогрес били су изведени пред војни суд током 1919. – 1920, под оптужбама за подривање устава, ратно профитерство и масакра над Грцима и Јерменима. Војни судови постали су позорница за политичке битке. Суђења су помогла Либералној унији да избаци Одбор за унију и прогрес из политичке арене. Пад Одбора за унију и прогрес омогућио је Двору да поново добије иницијативу, мада само на период краћи од годину дана. Британци су такође окупили бројне чланове царске владе и интернирали их на Малти, само да би их у будућности разменили за британске ратне заробљенике без даљег суђења. Сер Сомерсет Калторп је укључивао само чланове владе Тевфик-паше и војно/политичке личности.
Дискредитовани припадници османског режима су формирали ефемерне владе и водили личне дипломатије. Тако је Ахмет Тевфик-паша формирао два министарства у периоду од новембра 1918. и марта 1919, да би га следио Дамат Ферид који је водио три кабинета током седам месеци. Дамат Ферид, који је служио у дипломатским мисијама широм Европе током Хамидијанске ере, и познавао европске државнике током свог мандата као либерални политичар, сматрао се предношћу у преговорима за сам опстанак османске државе и династије.
На крају, војни губици уништили су царство. Крај је дошао баш када су османске реформе имале највећи успех. Младотурска револуција 1908. преузела је стварну моћ из руку султана (иако је султанат остао) и ставила га у руке Одбора за унију и прогрес.

#### Подела
Након рата доктрина османизма је изгубила кредибилитет. Пошто су делови царства интегрисани у светску економију, неки њени региони (Балкан, Египат, Ирак и Хијаз) успоставили су ближе економске везе са Паризом и Лондоном, чак и са британском Индијом, него са Истанбулом.
Подела Османског царства почиње са Лондонским споразумом из 1915. и настављена је углавном билатералним и вишеструким споразумима међу савезницима. Првобитни мировни споразум са Османским царством било је Примирје са Мудроса. Потом је уследила окупација Константинопоља. Подела Османског царства донела је нове међународне сукобе о којима се расправљало током париске мировне конференције 1919. Мировни споразум, Севрски споразум, на крају су потписали Османско царство (није ратификован) и Савезничка администрација. Мировни споразум је предвиђао да свака аутохтона група царства добије своју властиту државу.

##### Севрски споразум
Текст из Севрског споразума није био објављен Османлијама све до маја 1920. Савезници су одлучили да царство влада само над малим подручјем у северној и централној Анатолији. Супротно општим очекивањима, султанат уз калифат није био укинут, и било је дозвољено да се задржи главни град и мали појас територије око града, али не и мореузи. Босфор и Дарданели су планирани да буду интернационализовани, тако да би се пролази ка Црном мору задржали отвореним. Западна Анадолија требало је да припадне Грчкој, а Источна Анадолија Јерменији. Медитеранска обала, иако би још увек била део царства, била би подељена на две утицајне зоне између Француске и Италије. Централна Анадолија, прво седиште османске силе пре шест векова, задржало би Османски суверенитет.
Светска ционистичка организација основана је у Истанбулу, Теодор Херцл покушао је да отплати дуг султана Абдула Хамида II у замену за палестинске земље. Све до Првог светског рата њене активности биле су усредсређене на културна питања, иако политички циљеви никада нису били одсутни. Пре Првог светског рата, Херцлови покушаји да постигну политички договор са османским владарима Палестине били су неуспешни. Али 11. априла 1909. године основан је Тел Авив на периферији старог лучког града Јафе. Светска ционистичка организација подржала је мало насеље у Палестини и фокусирала се на јачање јеврејског осећаја и свести и на изградњу светске федерације. На почетку Првог светског рата већина јевреја (и циониста) подржавала је Немачко царство у рату против Руског царства. Балфоровом декларацијом (2. новембар 1917) и претходно размењеном преписком између Мекмахона и Хусеина бин Алија, шерифа од Меке, из 1915. године, прелази се на други концепт (јеврејски национални дом против јеврејске државе) који се залаже за стварање националне домовине за јеврејски народ.
Идеја независне Јерменске државе међу руским Јерменима преживела је пропаст Османског царства као Демократска Република Јерменија, коју су касније окупирали бољшевици.
Године 1918. лидер курдских племена Шариф-паша присилио је Британце да усвоје политику која подржава аутономну курдску државу. Он је предложио да британски званичници буду задужени за управљање регионом. Током Париске мировне конференције 1919. постигнут је Курдско-јерменски споразум између Шарифа-паше и јерменских представника. Британци су сматрали да ће овај споразум повећати вероватноћу независних курдских и јерменских држава и стога створити тампон између британске Месопотамије и Турака.
Арапским снагама обећана је држава која би обухватала већи део Арапског полуострва и Плодног полумесеца, међутим тајни Сајкс-Пикотов споразум између Британије и Француске предвиђао је међусобну територијалну поделу већег дела тог подручја.
Савезници су Севрским споразумом диктирали услове поделе Османског царства. Турски националистички османски парламент одбацио је ове услове, јер се нису поклапали са турским условима за поделу, Мисак-и Мили (срп. Национални пакт), објављених почетком 1920. године. Ниједан османски пристанак није био могућ док је Парламент остао непопустљив.
Након Лондонске конференције 4. марта 1920, савезници су споразумом одлучили да активно потискују турску националистичку опозицију. Савезничке трупе су се 14. марта 1920. ангажовале да заузму кључне зграде и ухапсе националисте у Константинопољу. Парламент се последњи пут састао 18. марта 1920. године, пре него што га је 11. априла 1920. султан Мехмед VI распустио. Националисти су се преселили у Анкару и формирали нову владу.
Савезници су преговарали директно са султаном. Мехмед VI потписао је споразум 10. августа 1920. године. Царска влада у Константинопољу покушала је да сазове сенат да ратификује споразум, међутим турски националисти су одбили да учествују чиме је изгубила легитимитет. То је покренуло Турски рат за независност у ком су победили националисти и трајно спречили да се ратификује споразум.
Турски рат за независност завршен је победом националиста који су контролисали већи део Анадолије. Турска привремена влада је 1. новембра 1922. године прогласила Османски султанат, чиме је Османско царство укинуто. Мехмед VI је напустио Константинопољ и протеран је у изгнанство 17. новембра 1922. Савезници и Турци састали су се у Лозани, Швајцарска, како би преговарали о замени нератификованог Севрског споразума.

## Крај Османског царства
Лозански мир 1923. је осигурао међународно признање нове турске државе и њене границе. Мир је потписан 24. јула 1923. и ратификован у Турској 23. августа 1923. Република Турска је званично проглашена 29. октобра 1923. године.
Следеће године, 23. априла 1924, република је објавила листу од 150 бивших османских званичника, укључујући и бившег султана, којом су проглашени persona non grata. Већина тих забрана је укинута 28. јуна 1938.

## Галерија
- Абдул Хамид II
- Мехмед V
- Мехмед VI